# Mykoła Jewszan
Mykoła Jewszan, właśc. Mykoła Fediuszka, (ur. 19 maja 1890 w Wojniłowie, województwo stanisławowskie, zm. 23 listopada 1919 w Winnicy) – ukraiński krytyk literacki. Pozostawał pod wpływem filozofii J.G. Fichtego i F.W. Nietzschego. Tworzył prace krytycznoliterackie o znaczeniu indywidualizmu w literaturze (Problemy tworczosti 1910, Suspilnyj i artystycznyj element u tworczosti 1911, Iwan Franko i Hałyćka Ukrajina 1913).